# Gran Premi d'Indianapolis 500 del 1953
Resultats del Gran Premi d'Indianapolis 500 puntuable per la temporada 1953 de la Fórmula 1, disputat al circuit d'Indianapolis el 30 de maig del 1953.

## Resultats
| Pos | G. sort. | No | Pilot                        | Equip                      | Voltes | Temps/ Retirada       | Punts |
| --- | -------- | -- | ---------------------------- | -------------------------- | ------ | --------------------- | ----- |
| 1   | 1        | 14 | Bill Vukovich                | Kurtis Kraft - Offenhauser | 200    | 3h 53' 01. 69         | 9     |
| 2   | 12       | 16 | Art Cross                    | Kurtis Kraft - Offenhauser | 200    | + 3' 30.87 min.       | 6     |
| 3   | 9        | 3  | Sam Hanks · Duane Carter     | Kurtis Kraft - Offenhauser | 200    | + 4' 11.50 min.       | 2     |
| 4   | 2        | 59 | Fred Agabashian · Paul Russo | Kurtis Kraft - Offenhauser | 200    | + 4' 39.24 min.       | 1.5   |
| 5   | 3        | 5  | Jack McGrath                 | Kurtis Kraft - Offenhauser | 200    | + 7' 49.64 min.       | 2     |
| 6   | 21       | 48 | Jimmy Daywalt                | Kurtis Kraft - Offenhauser | 200    | + 8' 10.21 min.       |       |
| 7   | 25       | 2  | Jim Rathmann                 | Kurtis Kraft - Offenhauser | 200    | + 8' 46.02 min.       |       |
| 8   | 20       | 12 | Ernie McCoy                  | Stevens - Offenhauser      | 200    | + 10' 04.55 min.      |       |
| 9   | 6        | 98 | Tony Bettenhausen            | Kuzma - Offenhauser        | 196    | Accident              |       |
| 10  | 32       | 53 | Jimmy Davies                 | Kurtis Kraft - Offenhauser | 193    | + 7 Voltes            |       |
| 11  | 26       | 9  | Duke Nalon                   | Kurtis Kraft - Novi        | 191    | Accident              |       |
| 12  | 19       | 73 | Carl Scarborough             | Kurtis Kraft - Offenhauser | 190    | + 10 Voltes           |       |
| 13  | 4        | 88 | Manny Ayulo                  | Kuzma - Offenhauser        | 184    | Motor                 |       |
| 14  | 31       | 8  | Jimmy Bryan                  | Schroeder - Offenhauser    | 183    | + 17 Voltes           |       |
| 15  | 28       | 49 | Bill Holland                 | Kurtis Kraft - Offenhauser | 177    | Magneto               |       |
| 16  | 10       | 92 | Rodger Ward                  | Kurtis Kraft - Offenhauser | 177    | Eix/Palier            |       |
| 17  | 14       | 23 | Walt Faulkner                | Kurtis Kraft - Offenhauser | 176    | + 24 Voltes           |       |
| 18  | 22       | 22 | Marshall Teague              | Kurtis Kraft - Offenhauser | 169    | Pèrdua d'oli          |       |
| 19  | 18       | 62 | Spider Webb                  | Kurtis Kraft - Offenhauser | 166    | Pèrdua d'oli          |       |
| 20  | 29       | 51 | Bob Sweikert                 | Kuzma - Offenhauser        | 151    | Suspensions           |       |
| 21  | 23       | 83 | Mike Nazaruk                 | Turner - Offenhauser       | 146    | Transmissió           |       |
| 22  | 24       | 77 | Pat Flaherty                 | Kuzma - Offenhauser        | 115    | Accident              |       |
| 23  | 7        | 55 | Jerry Hoyt                   | Kurtis Kraft - Offenhauser | 107    | Sobreescalfament      |       |
| 24  | 27       | 4  | Duane Carter                 | Lesovsky - Offenhauser     | 94     | Encesa                |       |
| 25  | 17       | 7  | Paul Russo                   | Kurtis Kraft - Offenhauser | 89     | Magneto               |       |
| 26  | 8        | 21 | Johnnie Parsons              | Kurtis Kraft - Offenhauser | 86     | Motor                 |       |
| 27  | 15       | 38 | Don Freeland                 | Watson - Offenhauser       | 76     | Accident              |       |
| 28  | 13       | 41 | Gene Hartley                 | Kurtis Kraft - Offenhauser | 53     | Accident              |       |
| 29  | 16       | 97 | Chuck Stevenson              | Kuzma - Offenhauser        | 42     | Pèrdua de combustible |       |
| 30  | 30       | 99 | Cal Niday                    | Kurtis Kraft - Offenhauser | 30     | Magneto               |       |
| 31  | 11       | 29 | Bob Scott                    | Bromme - Offenhauser       | 14     | Pèrdua d'oli          |       |
| 32  | 33       | 56 | Johnny Thomson               | Del Roy - Offenhauser      | 6      | Encesa                |       |
| 33  | 5        | 32 | Andy Linden                  | Stevens - Offenhauser      | 3      | Accident              |       |

## Altres
- Pole: Bill Vukovich 4' 20. 13 (4 Voltes)

- Volta ràpida: Bill Vukovich 1' 06. 240 (a la volta 27)

- Chet Miller va morir a un accident a les pràctiques.

- Carl Scarborough es va retirar degut a l'esgotament per la forta calor i va morir dies després a l'hospital.